# Tišnovská Nová Ves
Tišnovská Nová Ves (en allemand : Neudorf bei Tischnowitz) est une commune du district de Brno-Campagne, dans la région de Moravie-du-Sud, en Tchéquie. Sa population s'élevait à 87 habitants en 2020.

## Géographie
Tišnovská Nová Ves se trouve à 11 km à l'ouest-nord-ouest de Tišnov, à 31 km au nord-ouest de Brno et à 155 km au sud-est de Prague.
La commune est limitée par Drahonín au nord, par Skryje et Horní Loučky à l'est, par Újezd u Tišnova au sud et par Žďárec à l'ouest.

## Histoire
La première mention écrite de la localité date de 1358.